# Mary Poppins revine
Mary Poppins Revine este un film musical de fantezie din anul 2018 regizat de Rob Marshall, scenariul aparținându-i deopotrivă lui David Magee după povestea lui Magee, Marshall, și John DeLuca. Bazat pe cartea pentru copii care a revoluționat lumea clasicelor secolului trecut Mary Poppins scrisă de P. L. Travers, filmul este continuarea filmului de la Disney din anul 1964, având ca protagoniști pe Emily Blunt în rolul lui Mary Poppins, cu Lin-Manuel Miranda, Ben Whishaw, Emily Mortimer, Julie Walters, Dick Van Dyke, Angela Lansbury, Colin Firth, șiMeryl Streep in supporting roles. Plasat în atmosfera londoneză a anului 1930, la 24 de ani după întâmplările din filmul original, pelicula o readuce pe Mary Poppins, iubita dădacă a copiilor Banks, ce revine în familie pentru a o sprijini ca urmare a unui eveniment tragic care îi copleșește.

## Distribuție
- Emily Blunt - Mary Poppins.
- Lin-Manuel Miranda - Jack
- Ben Whishaw - Michael Banks
- Emily Mortimer - Jane Banks
- Julie Walters - Ellen [6]
- Pixie Davies - Annabel Banks.[7]
- Nathanael Saleh - John Banks
- Joel Dawson - Georgie Banks
- Colin Firth - William "Weatherall" Wilkins
- Meryl Streep - Topsy
- David Warner - Amiralul Boom
- Jim Norton -Dnul Binnacle
- Jeremy Swift - Hamilton Gooding
- Kobna Holdbrook-Smith - Templeton Frye
- Angela Lansbury - Dna cu Baloanele
- Dick Van Dyke - Dna Dawes Jr.[8]
- Noma Dumezweni - Dna Penny Farthing
- Sudha Bhuchar -Dna Lark
- Steve Nicolson - Îngrijitorul Parcului
- Tarik Frimpong - Angus